# Business
"Business" é uma canção de hip hop do rapper americano Eminem, lançada em 2003 como um single do álbum The Eminem Show. Na canção, Eminem e Dr. Dre trabalham juntos como Batman e Robin (assim como no vídeo de "Without Me") com um "rapmóvel". Segundo a letra, a missão é manter limpo o mundo do hip hop.
Não existe nenhum videoclipe oficial para esta canção, de forma que habitualmente tocam em seu lugar versões ao vivo da música em canais de vídeo.

## Desempenho nos gráficos
| Gráfico (2003)                  | Melhor posição |
| ------------------------------- | -------------- |
| ARIA Charts                     | 4              |
| Ö3 Austria Top 40               | 22             |
| Ultratop (Flanders)             | 28             |
| Ultratop (Valônia)              | 30             |
| Media Control Charts            | 15             |
| Irish Singles Chart             | 7              |
| Dutch Top 40                    | 6              |
| RIANZ                           | 14             |
| UK Singles Chart                | 6              |
| Billboard Hot R&B/Hip-Hop Songs | 77             |
| Billboard Hot Rap Tracks        | 25             |